# Correu Major

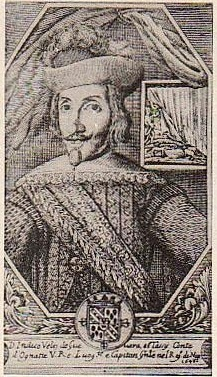
Íñigo Vélez de Guevara y Tassis, VIII comte d'Oñate i III comte de Villamediana. Correu Major General d'Espanya entre 1622 i 1658.

El títol de Correu Major va ser un càrrec introduït pel rei Felip I per tal d'organitzar, administrar i promoure el servei de correu en els territoris del regne de Castella i, posteriorment, amb altres regnes i nacions. A l'Imperi Espanyol aquest ofici va ser exercit entre els segles xvi i xvii, sota el regnat dels Àustries.
Els dotze portadors d'aquest títol van ser els precursors del servei postal a Espanya, i els deu primers van pertànyer a dos grans famílies: els Tassis i els Vélez de Guevara, famílies que van arribar a controlar el monopoli postal en les seves respectives èpoques.

## Francesc de Tassis, fundador del correu a Espanya
Felip el Bell va atorgar, el 18 de gener de 1505, el càrrec de Correu Major de Castella a l'empresari d'origen llombard Francesc I de Tassis, per tal d'organitzar el transport de la correspondència entre les diferents corts de l'Imperi: Espanya, els Països Baixos, Àustria i Itàlia. Francesc de Tassis ja servia amb finalitats semblants des 1490 a la cort del rei Maximilià I del Sacre Imperi i des de 1501 al mateix Felip I als Països Baixos.
L'empresa establerta per Francesc de Tassis es basava en l'existència de correus a cavall i de "correus majors": els primers transportaven la correspondència amb un sistema de relleus entre les ciutats, els segons administraven les postes si tractaven d'establir sòlides aliances. Sobre la base d'aquest sistema, i la transmissió als seus hereus del càrrec de Correu Major, la família Tassis va desenvolupar un veritable monopoli d'aliances i rutes postals arreu d'Europa.

## El Conveni Postal de 1516
El rei Carles I manté al capdavant del negoci postal a Francesc de Tassis com Correu Major General, que es compromet en el Contracte Postal del 12 de novembre de 1516, juntament amb el seu ajudant i nebot Joan Baptista, a seguir prestant el servei postal en l'Imperi, millorar les postes, ampliar les rutes i reduir el temps usat pels relleus. Amb la mort de Francesc de Tassis un any més tard, Joan Baptista es converteix en el seu successor en l'ofici i li és concedit pel rei Carles I el càrrec de Correu Major i Mestre General de Postes .

## El monopoli de la família Tassis
Joan Baptista exerceix el càrrec pertinentment, amb l'ajuda dels seus germans Rogelio, mestre major d'hostes i postes, i Simón, hostaleria de correus. El càrrec passa posteriorment per successió familiar al seu fill Ramon de Tassis i després d'aquest a Joan de Tassis Acuña, qui va obtenir del rei Felip III el títol noble de comte de Villamediana en 1603 per la seva bona gestió i el seu suport. En el període que aquests dos últims correus majors passen en l'ofici, 66 anys, el servei postal s'enforteix i es converteix en un monopoli exclusiu de la família Tassis.
A la mort de Juan de Tassis i Acuña, el càrrec passa al seu únic fill, don Joan de Tassis y Peralta, II comte de Villamediana, poeta i conegut cortesà que era famós pels seus dots diplomàtiques i pels seus foscos embolics amorosos i intrigues palatines. Sota el regnat de Felip III, va ser bandejat dues vegades; guanyant-se novament el favor real.

## La casa de Vélez de Guevara
En morir el II comte de Villamediana el 1622 sense descendència, la família Vélez de Guevara inicia un plet per adquirir els títols d'aquest. Íñigo Vélez de Guevara y Tassis, V comte d'Oñate, es converteix en Correu Major i obté el títol de comte de Villamediana el 10 març 1623 per al seu fill Íñigo Vélez de Guevara; convertint-se aquest a la mort del seu pare, en 1644, en el VIII comte d'Oñate (els VI i VII comtes van ser els seus germans Pere i Joan, respectivament, morts amb anterioritat), III comte de Villamediana i Correu Major.
És així com la casa de Vélez de Guevara s'alça amb el monopoli del correu a Espanya des de 1623 fins que amb l'arribada dels Borbó al tron, a l'inici del segle xviii, Felip V incorpora el servei de correus a la Corona el 1706, llevant el privilegi a la família Vélez de Guevara, indemnitzant-los prèviament.

### Felip V i la fi del càrrec
Al cap de poc de posar el servei postal en mans de la Corona, Felip V es veu en la necessitat d'arrendar novament: primerament al marquès de Monte Sacro i després a Juan Francisco Goyeneche, qui el va exercir fins a 1717, any en què va ser abolit el càrrec i el servei va passar definitivament a ser administrat per la Corona.

## Posició i funcions
La tasca del Correu Major consistia a oferir un correcte i segur transport del correu mitjançant d'un sistema eficaç i sòlid de missatgers, postes i rutes repartits per tots els territoris del regne. Entre les seves tasques hi havia les d'establir noves rutes, contractar i acomiadar caps de postes i missatgers, i negociar en temps de guerra o conflictes amb els enviats dels estats enemics. Per complir aquestes tasques, el rei s'encarregava d'atorgar una considerable paga anual i una gairebé completa potestat sobre els seus subordinats.
Des del principi, en constatar el rei la importància de comptar amb un servei postal ben organitzat i eficaç, decideix posar sota el seu control directe el càrrec de Correu Major. Atorgant així la seva plena confiança a la persona portadora de l'ofici de Correu Major i donant-li llibertats i privilegis significatius. És així com el càrrec de Correu Major es converteix en un títol important i respectat dins de la cort reial, motiu pel qual els portadors es tornen personatges influents en la política de la Monarquia, arribant a involucrar-se en assumptes interns i en plets o querelles.
Amb el pas dels anys i després d'una bona organització a càrrec dels primers "correus majors", l'empresa postal es converteix en un dels monopolis més pròspers i importants en l'Europa d'aquesta època; raó per la qual els successius "correus majors" van dedicar part del seu temps no a la feina pròpiament dita, sinó en el seu paper i qualitat de cortesans de la Cort, influint en la vida política i social de l'època.

## Cronologia
| No | Període    | Correu Major                                                                  | Rei                  |
| -- | ---------- | ----------------------------------------------------------------------------- | -------------------- |
| 1  | 1506-1517  | Francesc I de Tassis                                                          | Felip I i Ferran II  |
| 2  | 1517-1541  | Joan Baptista de Tassis                                                       | Carles I             |
| 3  | 1541-1579  | Ramon de Tassis                                                               | Carles I i Felip II  |
| 4  | 1579-1607  | Juan de Tassis y Acuña (I comte de Villamediana)                              | Felip II i Felip III |
| 5  | 1607-1622  | Juan de Tassis y Peralta (II comte de Villamediana)                           | Felip III            |
| 6  | 1623-1644  | Íñigo Vélez de Guevara y Tassis (V comte d'Oñate)                             | Felip IV             |
| 7  | 1644-1658  | Íñigo Vélez de Guevara (VIII comte d'Oñate i III comte de Villamediana)       | ídem                 |
| 8  | 1658-1684  | Catalina Vélez de Guevara (IX comtessa d'Oñate i IV comtessa de Villamediana) | Felip IV i Carles II |
| 9  | 1684-1698  | Íñigo Manuel Vélez de Guevara (X comte d'Oñate i VI comte de Villamediana)    | Carles II            |
| 10 | 1698-1706  | Diego Vélez de Guevara (XI comte d'Oñate i VII comte de Villamediana)         | Carles II i Felip V  |
|    | 1706-1717? | Interrupció del càrrec                                                        | Felip V              |
| 11 | 17? - 17?  | (marquès de Sacre Monte)                                                      | ídem                 |
| 12 | 17? - 1717 | Juan Francisco Goyeneche (marquès de Ugena)                                   | ídem                 |